# Massimo Rastrelli
Massimo Rastrelli (Portici, 13 aprile 1929 – San Biagio di Callalta, 26 febbraio 2018) è stato un presbitero italiano fondatore della prima fondazione antiusura di matrice ecclesiale in Italia.

## Biografia
Nato a Portici, fratello del politico Antonio, gesuita, fu parroco a Napoli tra 1988 al 1999, diede vita alla Fondazione antiusura San Giuseppe Moscati di Napoli, la prima di matrice ecclesiale in Italia, esempio che è poi stato seguito da molte altre diocesi.
Se la legislazione italiana si è dotata della norma 108/96 lo deve all'incessante azione delle Fondazioni Antiusura.
È autore di numerosi libri e pubblicazioni tra le quali Apocalisse. Luci di eternità sulla vita nostra e dell'umanità intera, Medjugorje, speranza del terzo millennio, Usura. Per una cultura antidebito, La Madonna di Međugorje.
È morto nel febbraio 2018 a 88 anni.

## Opere
- Apocalisse. Luci di eternità sulla vita nostra e dell'umanità intera, Michael Edizioni
- Medjugorje, speranza del terzo millennio, Michael Edizioni[6]
- Usura. Per una cultura antidebito
- La Madonna di Medugorje